# Wielingen-Klasse
Die Wielingen-Klasse, auch Typ E-71, war eine Klasse von Lenkwaffenfregatten der belgischen Marine. Die vier Schiffe der Klasse wurden Ende der 1970er-Jahre in Dienst gestellt. Drei der vier Schiffe wurden im ersten Jahrzehnt des 21. Jahrhunderts an die bulgarische Marine abgegeben. Sie erhielt ihren Namen von der ersten in Dienst gestellten Fregatte Wielingen, die wiederum nach dem gleichnamigen Schifffahrtsweg in der Westerschelde benannt wurde.

## Geschichte
Die Schiffe waren eine kompakte, gut bewaffnete Klasse von Fregatten, die in den 1970er-Jahren für die damalige belgische Marine beschafft wurden. Die Regierung Belgiens entschied am 22. Dezember 1970 die Beschaffung vier neuer Fregatten, die auf einheimischen Werften gebaut werden sollten. Sie waren als Ersatz älterer Geleitfahrzeuge der britischen Algerine-Klasse vorgesehen, die bereits 1969 außer Dienst gestellt worden waren. Erste Studien für das Projekt wurden mit Unterstützung der Königlich Niederländischen Marine bereits 1964 begonnen und dauerten in Kooperation mit den Werften Boelwerf und Cockerill bis 1971. Der Bau begann schließlich 1974.
Während ihrer Dienstzeit bildeten sie das Rückgrat der belgischen Flotte und nahmen in dieser Zeit regelmäßig an NATO-Manövern teil. Hierzu zählte auch die Zugehörigkeit zur STANAVFORLANT.
Die Wandelaar und Wielingen wurden beide im Zweiten Golfkrieg eingesetzt und patrouillierten zur Durchsetzung des Embargos gegen den Irak im Indischen Ozean, wobei insgesamt 28 Schiffe durchsucht wurden.
Nach dem Ende des Kalten Krieges und der Beschädigung eines Schiffes bei einem Manöver vor Norwegen wurde die Anzahl der aktiven Einheiten auf drei reduziert. Zwischen 1996 und 2005 wurden diese Schiffe modernisiert; die Sea Sparrow wurden von Version 7M auf 7P modernisiert, das WM25-Radar erhielt erweiterte ECCM- und MTI-Fähigkeiten und das KH-1007-Navigationsradar sowie das ursprüngliche Sonar wurden neben weiteren Systemen ausgetauscht.
Alle verbliebenen Schiffe wurden im Vorfeld der Beschaffung zweier gebrauchter niederländischer Fregatten der Karel-Doorman-Klasse im ersten Jahrzehnt des 21. Jahrhunderts außer Dienst gestellt.
Nach der Unterzeichnung einer Absichtserklärung am 4. Dezember 2004 billigte die bulgarische Regierung am 17. März 2005 den Transfer des ersten Schiffes. Die Beschaffung der beiden weiteren Schiffe wurde am 7. Dezember 2007 bestätigt.
Die Schiffe werden für Überwachungsmissionen im Schwarzen Meer und internationale friedensunterstützende Operationen eingesetzt, sowohl unter NATO-Flagge als auch als Teil der Black Sea Naval Cooperation Task Group (BLACKSEAFOR).

## Einheiten
Belgien
Die Schiffe waren im flämischen Zeebrugge beheimatet.
| Kennung | Name       | Kiellegung        | Stapellauf       | Indienststellung | Außerdienststellung | Verbleib                  |
| ------- | ---------- | ----------------- | ---------------- | ---------------- | ------------------- | ------------------------- |
| F910    | Wielingen  | 5. März 1974      | 30. März 1976    | 20. Januar 1978  | 2006                | an Bulgarien, Werni (42)  |
| F911    | Westdiep   | 2. September 1974 | 8. Dezember 1975 | 20. Januar 1978  | 5. Oktober 2007     | an Bulgarien, Gordi (43)  |
| F912    | Wandelaar  | 28. März 1975     | 21. Juni 1977    | 27. Oktober 1978 | 2004                | an Bulgarien, Draski (41) |
| F913    | Westhinder |                   | 30. März 1976    | 20. Januar 1978  | 1993                | abgewrackt                |

 Bulgarien
Die drei Namen haben die deutsche Bedeutung wagemutig, gewissenhaft und stolz.
| Kennung | Name            | Indienststellung | Außerdienststellung | Verbleib |
| ------- | --------------- | ---------------- | ------------------- | -------- |
| F41     | Draski (Дръзки) | 21. Oktober 2005 |                     | aktiv    |
| F42     | Werni (Верни)   | Februar 2009     |                     | aktiv    |
| F43     | Gordi (Горди)   | 22. August 2008  |                     | aktiv    |